# Bâtiment du vieil abattoir de Velika Plana
Le bâtiment du vieil abattoir de Velika Plana (en serbe cyrillique : Зграда старе кланице у Великој Плани ; en serbe latin : Zgrada stare klanice u Velikoj Plani) se trouve à Velika Plana, dans le district de Podunavlje, en Serbie. Il est inscrit sur la liste des monuments culturels protégés de la république de Serbie (identifiant no SK 574).

## Présentation

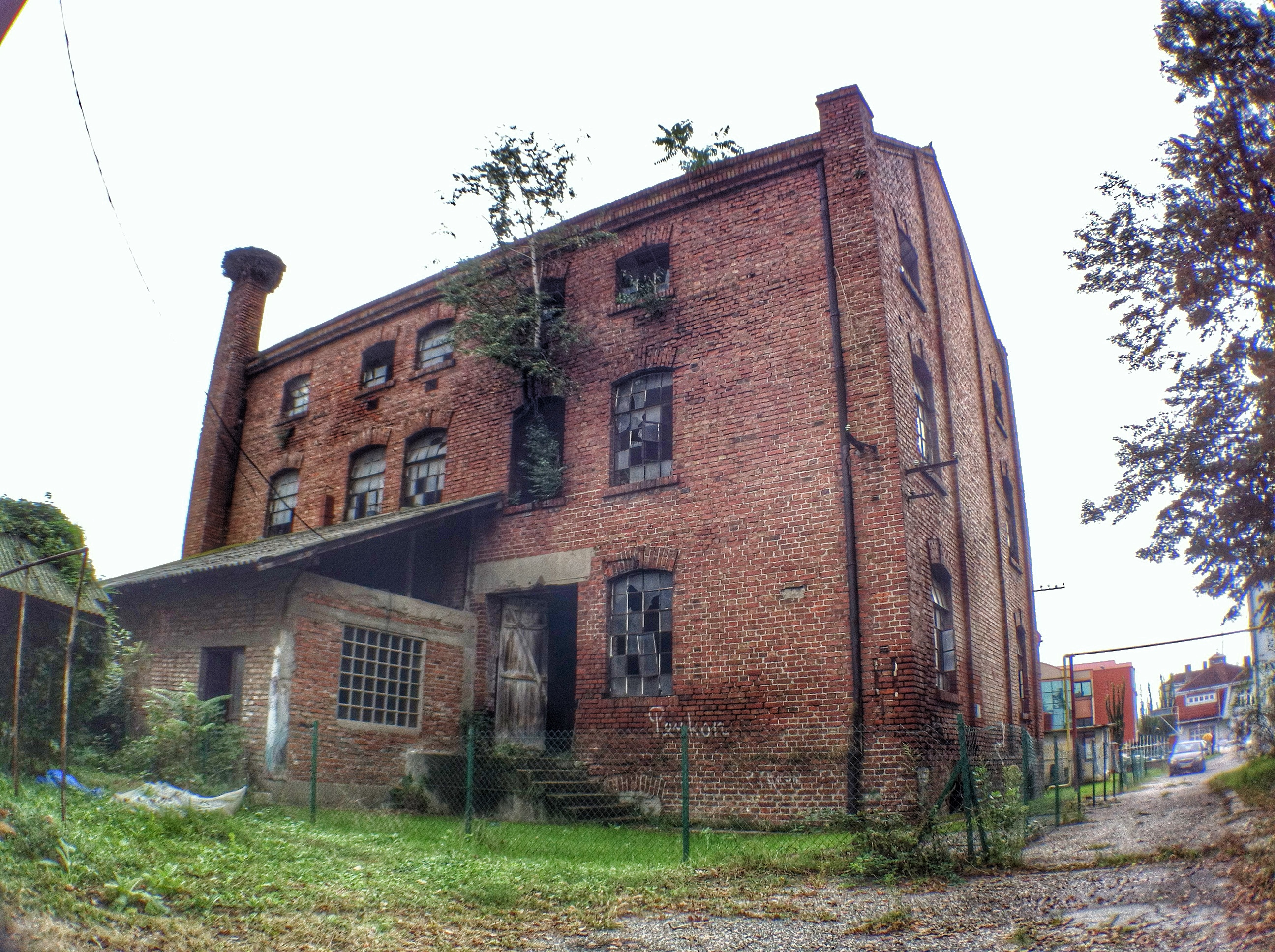
Autre vue du bâtiment.

Le vieil abattoir constitue une partie d'un l'ancien complexe agroalimentaire de Velika Plana, fondé par des Allemands et construit entre 1886 et 1928.
Ce bâtiment agricole et industriel est construit de matériaux divers, notamment les briques et le béton armé ; les murs massifs sont en briques apparentes liées par du mortier, tandis les murs d'appui et les escaliers en colimaçon de la tour sont en béton.
Le plan de l'abattoir s'inscrit dans la lettre « L » ; une tour ovale s'insère à la jonction des deux ailes. Au niveau structurel, le bâtiment est constitué d'un sous-sol, d'un rez-de-chaussée, d'un étage et d'un haut grenier. La charpente du toit est en bois et ce toit, de forme complexe, est recouvert de tuiles.
À l'intérieur, tous les étages sont reliés par un ascenseur et des escaliers.
Par ses dimensions monumentales, les techniques employées et l'absence de décoration des façades, le bâtiment offre un exemple précieux de l'architecture industrielle en Serbie au début du XXe siècle.